# 응우옌푹브우록

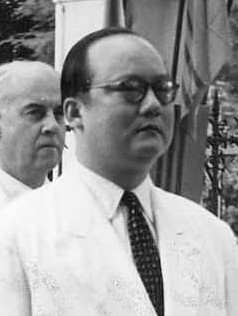
응우옌푹브우록

응우옌푹브우록(베트남어: Nguyễn Phúc Bửu Lộc, 1914년 8월 22일 ~ 1990년 8월 27일)은 베트남의 정치인이다. 응우옌 왕족이며 1954년 1월 11일부터 1954년 5월 16일까지 남베트남의 총리를 역임했다.